# Rotaprint

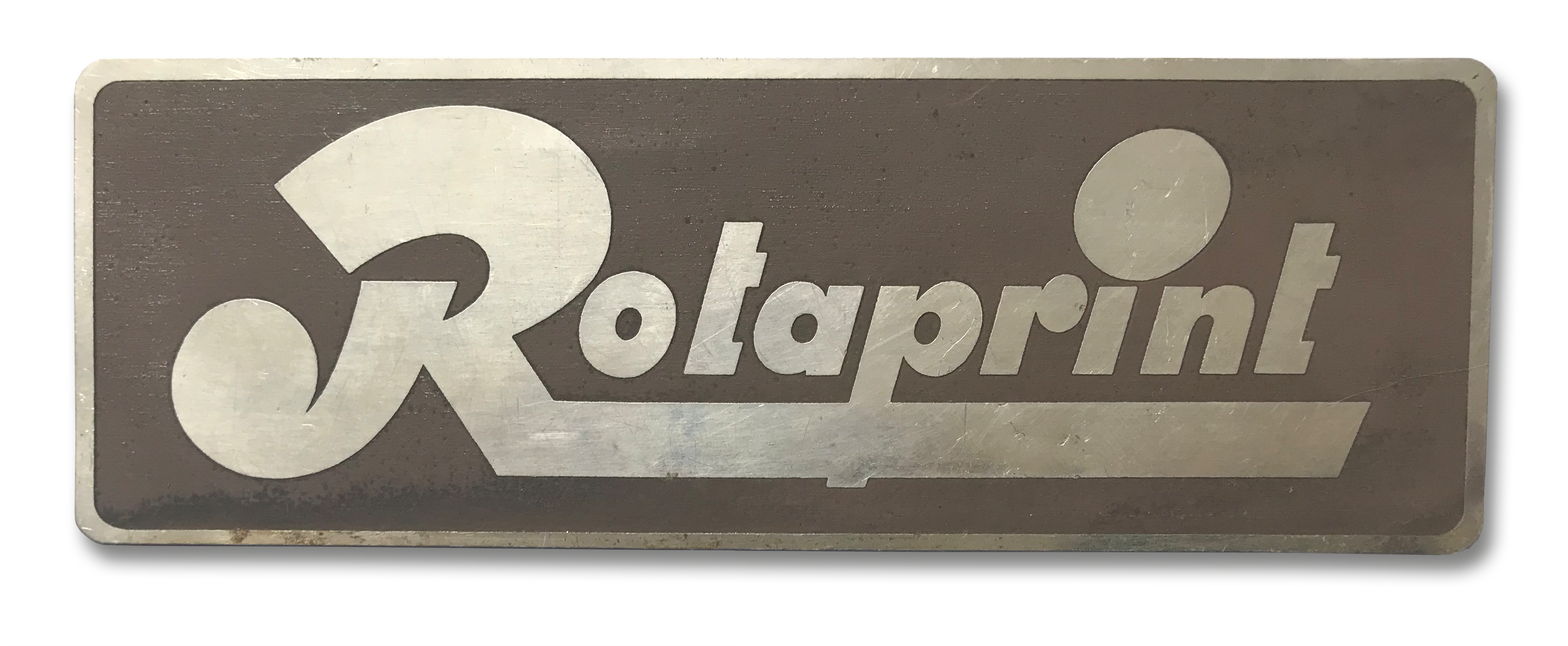
Logotipo de la empresa Rotaprint a principios de la década de 1980

El fabricante Rotaprint especializado en máquinas de impresión tenía su sede en el antiguo distrito berlinés conocido como Wedding (hoy: distrito Gesundbrunnen) y se considera un pionero de la impresión offset pequeña .

## Historia de la empresa

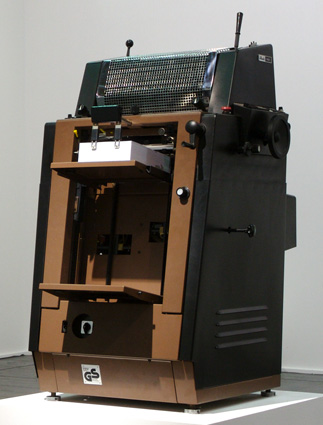
Máquina de impresión Rotaprint 45K

En 1904 se fundó la predecesora de Rotaprint, la "Deutsche Maschinen Vertriebsgesellschaft". La empresa, situada inicialmente en la calle Sophienstraße, comenzó a producir en la calle "Reinickendorfer Straße 46" en 1916 y dejó una huella duradera entre las calles Gottschedstraße y Wiesenstraße en las décadas posteriores.
Ya en 1906, la empresa fabricó la fotocopiadora "Viktoria", una máquina de manivela para realizar entre 10 y 12 copias. En 1912, salió al mercado la "Viktoria Record" y en 1918, la "Viktoria 18". La duplicación fue una tecnología popular en los años posteriores a la Primera Guerra Mundial. En 1922, se fabricó la primera máquina de impresión y duplicación offset Rotaprint, una duplicadora de funcionamiento manual que trasladó el proceso de impresión offset al pequeño formato. En 1923, esta máquina estaba disponible con un motor eléctrico: Rotaprint había inventado la primera pequeña imprenta offset. En 1926, la "Deutsche Maschinen Vertriebsgesellschaft" pasó a llamarse Rotaprint GmbH y en 1929, Rotaprint AG. Durante estos años, Rotaprint desarrolló la tecnología aún más: la impresora de rollos Rotaprint DIN A4 con alimentador, con dispositivo de corte, con dispositivo de perforación y luego la Rotaprint R 30 como impresora de pila DIN A3. Más de 300 empleados trabajaban en la fábrica para ensamblar las pequeñas máquinas de impresión offset.
Durante la Segunda Guerra Mundial, la empresa se dedicó a producir armamento. Las máquinas Rotaprint eran "esenciales para la guerra". La empresa empleó trabajadores forzados. Tras los ataques aéreos de los aliados en 1945, 80 % de las instalaciones de producción fueron destruidas.
En 1951, los edificios bajos de la calle "Gottschedstraße" se construyeron en lugar de los edificios frontales destruidos para darle espacio a la creciente producción. Ese mismo año, el Rotaprint Express, un vehículo de demostración con una exposición itinerante, realizó una gira por Alemania para promocionar la nueva tecnología. Rotaprint vuelve a tener unos 500 empleados. La R 20 fue desarrollada para el formato DIN A2, la R 40 con alimentador de succión para la impresión de folletos. A partir de 1953, se compraron más terrenos dentro en ese vecindario para construir naves de producción. En 1954, Rotaprint AG celebró su 50.º aniversario. En la segunda mitad de los años 50, Rotaprint llegó a tener hasta 1.000 empleados y el 60% de la producción se exportaba.
Durante estos años, Rotaprint se propuso dotar a todo el recinto de una identidad moderna con nuevos edificios de diseño sofisticado. La mayoría de estos edificios fueron diseñados por el arquitecto Klaus Kirsten.
En 1956 se restauró el antiguo volumen del ala transversal en el patio de la calle "Gottschedstraße 4". Se construyó la "oficina técnica" de cristal de Klaus Kirsten y, en 1957-1958, se construyó un edificio administrativo con salón de actos en la calle "Wiesenstraße 29", obra de Otto Block. En 1957-1959, Klaus Kirsten construyó un nuevo complejo en la esquina de "Gottschedstrasse" y "Bornemannstrasse". Aquí se construyeron un llamativo edificio de cabecera, que sigue sin terminar, un edificio de oficinas de cinco plantas con una fachada de rejilla y un salón de actos con una escalera de cristal. En 1958-1959, se construyó también un edificio de cinco plantas para talleres de carpintería y formación en la "Reinickendorfer Straße 44/45", según los planos de Klaus Kirsten.
En las décadas de 1950 y 1960, la empresa Rotaprint experimentó un auge ejemplar durante el milagro económico de Alemania tras la Segunda Guerra Mundial. En 1968, el director Paul Glatz recibió un premio a la cooperación económica internacional. Las exportaciones siguieron siendo un pilar importante de la empresa. Sin embargo, en la década de 1970, la empresa empezó a tropezar. La llegada de la fotocopiadora y, posteriormente, de la impresora personal, sustituyó a la pequeña prensa offset y la expulsó del mercado. A mediados de la década de 1980, la empresa estaba endeudada. El Estado de Berlín adquirió el terreno de 36.000 m² de la empresa Rotaprint a valor de mercado con la esperanza de preservar la actividad de Wedding para el distrito. Hubo una última esperanza en 1988, cuando un inversor estadounidense compró la empresa. En 1989, la entonces pequeña fábrica de impresiones offset más antigua del mundo quebró. En octubre de 1989 se subastaron los activos de la empresa y el lugar pasó a manos del distrito de Wedding, que se hizo cargo de su administración.

## Fábrica Rotaprint (monumento arquitectónico)

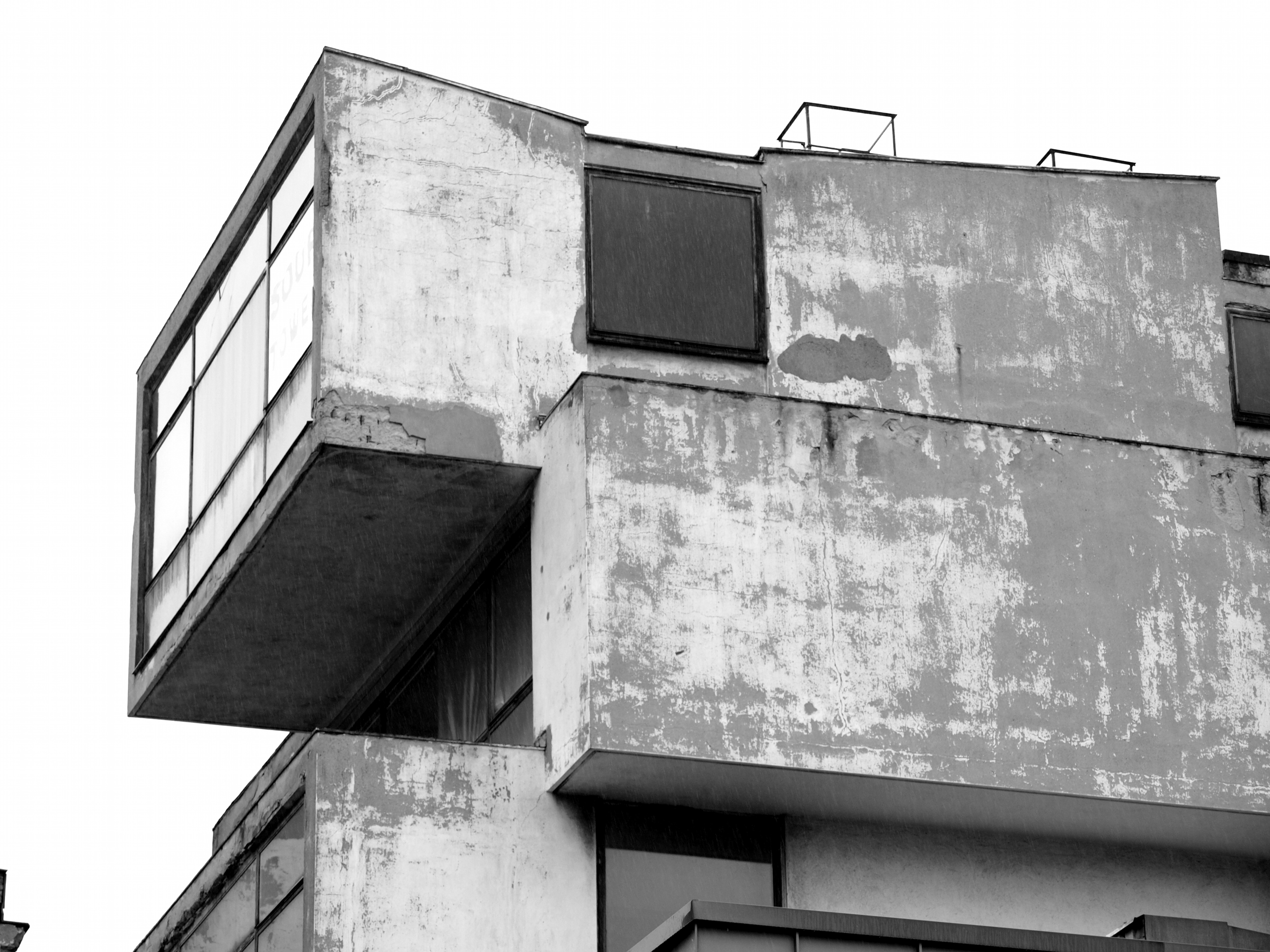
Detalle arquitectónico del complejo de edificios Rotaprint en Berlin-Gesundbrunnen, que ahora es un edificio protegido por la declaración de monumentos históricos.

En 1991, el conservador estatal Helmut Engel puso bajo estricta orden de conservación el gran depósito ubicado en la calle "Gottschedstraße 4", en la esquina con la "Bornemannstraße 9/10" y el edificio independiente de la calle "Wiesenstraße 29". Las naves de producción del interior del bloque no recibieron esta protección y fueron demolidas en 1992.
Las antiguas instalaciones de la empresa Rotaprint AG, registradas con el nombre de Rotaprint-Fabrik, incluyen tanto edificios comerciales de alrededor de 1904 como llamativos edificios modernistas de posguerra de la década de 1950. El lugar está protegido como monumento arquitectónico único de la historia industrial.

## Uso posterior de la sede
El recinto de la calle "Gottschedstraße 4", en la esquina de "Bornemannstraße 9/10", está gestionado por ExRotaprint gGmbH desde 2007 y ofrece espacio para empresas comerciales, artistas e instituciones sociales. El edificio de estudios de la calle "Wiesenstraße 29" fue adquirido por la cooperativa Wiesenstraße 29 eG en 2009. El terreno en barbecho creado por la demolición de las naves de producción se dividió. Las zonas de la calle "Uferstraße 19/20" y "Bornemannstraße 15" pertenecen a la empresa estatal de viviendas GESOBAU AG. Los centros de la calle "Reinickendorfer Strasse 41" y "Wiesenstrasse 31" fueron adquiridos por la cadena de descuento Lidl en 2004.

## Literatura
- Ernst Jaster: From Gutenberg to Rotaprint, publicado por Rotaprint en su 50 aniversario. 1954